# Hanga Klekner
Hanga Csenge Klekner (* 24. September 1999 in Debrecen) ist eine ungarische Leichtathletin, die sich auf den Stabhochsprung spezialisiert hat und aktuell Inhaberin des Landesrekordes ist.

## Sportliche Laufbahn
Erste internationale Erfahrungen sammelte Hanga Klekner bei den 2016 erstmals ausgetragenen Jugendeuropameisterschaften in Tiflis, bei denen sie in der Qualifikation keine Höhe überqueren konnte, wie auch bei den U20-Europameisterschaften im Jahr darauf in Grosseto. 2018 schied sie dann bei den Weltmeisterschaften in Tampere mit übersprungenen 3,80 m in der Qualifikation aus und bei den U23-Europameisterschaften 2019 in Gävle reichten 4,05 m ebenfalls nicht für einen Finaleinzug. 2021 belegte sie dann bei den U23-Europameisterschaften in Tallinn mit 4,25 m den fünften Platz. Im Jahr darauf schied sie bei den Europameisterschaften in München mit 4,25 m in der Qualifikationsrunde aus und siegte anschließend mit 4,32 m bei der Hungarian GP Series – Budapest. 2023 verpasste sie bei den Halleneuropameisterschaften in Istanbul mit 4,10 m den Finaleinzug. Im Juni siegte sie mit 4,30 m bei der Hungarian GP Series – Budapest, ehe sie bei der 2. Liga der Team-Europameisterschaft im Zuge der Europaspiele in Chorzów mit 4,45 m Zweite. Im August schied sie dann bei den Weltmeisterschaften in Budapest mit 4,50 m in der Qualifikationsrunde aus. Im Februar 2024 verbesserte sie in Osijek den ungarischen Landesrekord auf 4,56 m und siegte dann im Mai mit 4,35 m bei der Hungarian GP Series – Budapest. Im Juni verpasste sie bei den Europameisterschaften in Rom mit 4,25 m den Finaleinzug. Anschließend verpasste sie bei den Olympischen Sommerspielen in Paris mit 4,40 m ebenfalls den Finaleinzug.
2025 schied sie bei den Halleneuropameisterschaften in Apeldoorn mit 4,45 m in der Vorrunde aus. 
In den Jahren von 2020 bis 2024 wurde Klekner ungarische Meisterin im Stabhochsprung im Freien sowie von 2020 bis 2025 auch in der Halle.